# ТВС (стихотворение)
«ТВС» («Плесенью лезет туберкулёз…») — стихотворное произведение советского поэта Эдуарда Багрицкого, написанное в 1928 году. Его название представляет собой принятое медицинское сокращение для диагноза «Tuberculosis» (туберкулёз). Иногда его также называют по одной из строчек, в которой речь идёт о болезни главного героя.
Значит: в гортани просохла слизь,

Воздух, прожарясь, стекает вниз,

А снизу, цепляясь по веткам лоз,

Плесенью лезет туберкулёз.

## Структура и сюжет
Стихотворение написано от лица умирающего от туберкулёза главного героя, по всей видимости, рабочего корреспондента, так как в его обязанности входит посещение по вечерам собрания рабкоровского кружка:
А вечером в клуб (доклад и кино,

Собрание рабкоровского кружка).
К герою, пребывающему в состоянии чахоточной лихорадки, приходит видение умершего Феликса Дзержинского.
Прямо с простенка не он ли, не он

Выплыл из воспалённых знамён?

Выпятив бороду, щурясь слегка

Едким глазом из-под козырька.

Я говорю ему: «Вы ко мне,

Феликс Эдмундович? Я нездоров».
Железный Феликс разговаривает с главным героем, рассуждая в своём монологе об особенностях времени, в которое им довелось жить, а также о работе чекиста. Наиболее известные строки описывают мораль «века-чекиста»:
А век поджидает на мостовой,

Сосредоточен, как часовой.

Иди — и не бойся с ним рядом встать.

Твоё одиночество веку под стать.

Оглянешься — а вокруг враги;

Руки протянешь — и нет друзей;

Но если он скажет: „Солги“, — солги,

Но если он скажет: „Убей“, — убей.
Дзержинский требует уничтожать «матёрый желудочный быт земли», фактически призывая к  террору:
И стол мой раскидывался, как страна,

В крови, в чернилах квадрат сукна,

Ржавчина перьев, бумаги клок —

Всё друга и недруга стерегло.

Враги приходили — на тот же стул

Садились и рушились в пустоту.

Их нежные кости сосала грязь.

Над ними захлопывались рвы.

И подпись на приговоре вилась

Струёй из простреленной головы.
Конечный призыв выражается во фразе: «Да будет почётной участь твоя; умри, побеждая, как умер я». Герой находит в себе силы исполнить свои обязанности, встаёт и отправляется в клуб на собрание рабкоровского кружка, хотя этот последний долг мог быть лишь предсмертной агонией:
Земля, наплывающая из мглы,

Легла, как неструганая доска,

Готовая к лёгкой пляске пилы,

К тяжёлой походке молотка.

И я ухожу (а вокруг темно)

В клуб, где нынче доклад и кино,

Собранье рабкоровского кружка.

## Критика и интерпретация
Стихотворение было написано вскоре после вступления Багрицкого в РАПП, впервые опубликовано 14 апреля 1929 года и неоднократно публиковалось в советской печати в дальнейшем.
Характерным для автора — революционного романтика — образом в стихотворении звучит призыв уничтожать мещанский быт.
Образ «века-чекиста» Багрицкого сравнивают с образом «века-волкодава» Мандельштама из стихотворения «За гремучую доблесть грядущих веков…» Оба образа правдиво передают дух эпохи террора; на уровне темы образ Багрицкого соответствует официальной точке зрения, но расходится с ней интонационно, ибо в образах Багрицкого чувствуется надрыв, и причина этого надрыва ясна — поэт прекрасно чувствовал чудовищность того, о чём говорил умерший кумир умирающего героя.